# Itame nolaria
Itame nolaria là một loài bướm đêm trong họ Geometridae.